# Robert Montovio
Robert Montovio (3 de agosto de 1984) es un futbolista gibraltareño que actualmente (abril de 2017) juega como delantero en la Segunda División de Gibraltar con el equipo de Europa Point, así como en la selección nacional.
Debutó con la selección de fútbol de Gibraltar en el Estadio Victoria, en el empate 0–0 contra Liechtenstein, el 23 de marzo de 2016. En ese partido Robert ingresó en el minuto 81 en reemplazo de Lee Casciaro.